# NGC 2492
NGC 2492 je galaksija u zviježđu Blizancima.

## Vanjske poveznice
- SEDS: NGC 2492